# Cayuga (Nueva York)
Cayuga es una villa ubicada en el condado de Cayuga en el estado estadounidense de Nueva York. En el año 2000 tenía una población de 509 habitantes y una densidad poblacional de 214 personas por km².

## Geografía
Cayuga se encuentra ubicada en las coordenadas 43°55′7″N 76°43′37″O / 43.91861, -76.72694.

## Demografía
Según la Oficina del Censo en 2000 los ingresos medios por hogar en la localidad eran de $37,679, y los ingresos medios por familia eran $50,156. Los hombres tenían unos ingresos medios de $30,769 frente a los $21,667 para las mujeres. La renta per cápita para la localidad era de $17,894. Alrededor del 3.1% de la población estaban por debajo del umbral de pobreza.